# Communauté de communes des Trois Vallées du Vexin
Pour les articles homonymes, voir Communauté de communes des Trois Vallées.
La Communauté de communes des Trois Vallées du Vexin était une communauté de communes française, située dans le département du Val-d'Oise et la région Île-de-France et dissoute le 31 décembre 2012.

## Histoire
La communauté de communes a été créée le 24 décembre 2004. Elle avait son siège : 2 rue Beaudoin, 95450 VIGNY
Son président était Max Levesque (Maire d’Ableiges).
Elle a fusionné le 1er janvier 2013 avec d'autres intercommunalités pour former la communauté de communes Vexin centre.

## Composition
La communauté de communes des Trois Vallées du Vexin fédérait 12 communes et 8464 habitants (1999) :
- Seraincourt (1 261 habitants)
- Us (1 253 habitants)
- Sagy (1 127 habitants)
- Vigny (1 036 habitants)
- Ableiges (957 habitants)
- Avernes (776 habitants)
- Longuesse (511 habitants)
- Condécourt (486 habitants)
- Frémainville (477 habitants)
- Courcelles-sur-Viosne (275 habitants)
- Théméricourt (229 habitants)
- Gadancourt (77 habitants)